# Vua tiếng Việt (mùa 2)
Mùa thứ hai của chương trình Vua tiếng Việt do Đài Truyền hình Việt Nam sản xuất, được phát sóng vào lúc 20:30 thứ sáu hàng tuần trên kênh VTV3 từ ngày 23 tháng 9 năm 2022 đến ngày 12 tháng 5 năm 2023. Mùa này đã có một số thay đổi đáng kể về hình ảnh, sân khấu, luật chơi (ở vòng 4) và giải thưởng.
Đã có 5 người giành được chiến thắng trong chương trình ở mùa này, nhưng chỉ có 2 người trở thành "Vua tiếng Việt" với giải thưởng cao nhất - 320 triệu đồng.

## Luật chơi
4 người chơi tham gia chương trình trong mỗi tập sẽ phải trải qua 4 vòng thi để giành được phần thắng chung cuộc; sau mỗi vòng, người có số điểm thấp nhất sẽ bị loại. Điểm số không được cộng dồn qua các vòng mà được đặt lại về 0 khi bắt đầu mỗi vòng mới.

### Vòng 1: Phản xạ
Thí sinh có 90 giây để trả lời một gói câu hỏi gồm 13 câu với các yêu cầu khác nhau (chọn từ đúng chính tả, ghép các chữ cái thành một từ/cụm từ, đếm số danh từ/động từ/tính từ trong 1 câu, viết từ đúng, điền từ trong câu ca dao/tục ngữ, điền một chữ vào từ, xác định chữ cái,...). Mỗi câu trả lời đúng sẽ giúp người chơi có 1 điểm. Người chơi có quyền bỏ qua, nhưng trả lời sai sẽ không được cộng điểm và không được quay trở lại; nếu người chơi còn thời gian nhưng đã hết bộ câu hỏi, MC sẽ đọc đáp án câu cuối cùng khi hết giờ. Phần chơi sẽ kết thúc khi hết giờ hoặc khi trả lời xong tất cả 13 câu.
Mỗi một lượt, khi có yêu cầu, ánh sáng sân khấu sẽ chạy quanh ngẫu nhiên để chọn 1 người chơi.
Trong trường hợp có từ 2 người chơi trở lên bằng điểm nhau và thấp điểm nhất, (các) câu hỏi phụ sẽ được đưa ra (theo cách thức chơi của vòng Phản xạ, không giới hạn thời gian nhưng không tính điểm) để xác định những người được đi tiếp. Người chơi trả lời đúng sẽ được lọt vào vòng 2. Việc này sẽ lặp lại cho đến khi chỉ còn 1 người chơi, và người này sẽ bị loại. Số câu hỏi phụ bằng số thí sinh phải tham gia trừ đi 1.

### Vòng 2: Giải nghĩa
Ba người chơi vượt qua vòng 1 sẽ thay phiên nhau thực hiện các vai trò sau: một người miêu tả một từ do MC chọn trong từ điển, hai người còn lại đoán. Mỗi người có 2 lượt, cứ sau mỗi 2 từ thì phần miêu tả sẽ được chuyển cho người chơi kế tiếp (theo thứ tự chứ cái trong tên). Người miêu tả sẽ có 60 giây để miêu tả từ được yêu cầu (không được dùng ngôn ngữ cơ thể), 2 người còn lại bấm chuông để giành quyền trả lời. Nếu trả lời sai, đồng hồ sẽ chạy tiếp và người miêu tả vẫn tiếp tục diễn tả từ được yêu cầu cho đến khi hết giờ hoặc ai đó trả lời đúng, khi đó đồng hồ sẽ dừng lại và cả người miêu tả và người trả lời đúng sẽ nhận được một số điểm như sau:
- Trả lời đúng trong 0 đến 15 giây: 4 điểm
- Trả lời đúng trong 16 đến 30 giây: 3 điểm
- Trả lời đúng trong 31 đến 45 giây: 2 điểm
- Trả lời đúng trong 46 đến 60 giây: 1 điểm
- Sau giây thứ 60: 0 điểm

Người miêu tả sẽ bị coi là phạm luật nếu nói ra bất cứ phần tiếng nào của từ được yêu cầu, sử dụng từ của tiếng nước ngoài hoặc dùng ngôn ngữ cơ thể (khi đó họ sẽ bị cảnh cáo bằng một tiếng còi "việt vị"); từ nói trên cũng sẽ bị bỏ đi và thí sinh phải miêu tả một từ khác. 
Trong trường hợp có 2 người chơi bằng điểm nhau và thấp điểm nhất, một từ phụ sẽ được đưa ra và giải nghĩa bởi người chơi còn lại (không giới hạn thời gian và có tính điểm) để xác định 2 người được đi tiếp. 

### Vòng 3: Xâu chuỗi
Hai người chơi sẽ sắp xếp các từ đã được sắp xếp lộn xộn trước đó để tạo thành câu đúng và có nghĩa. Có tất cả 9 câu hỏi, mỗi câu hỏi có 30 giây suy nghĩ và trả lời. Người chơi bấm chuông để giành quyền trả lời, trả lời đúng sẽ được 1 điểm. Phần chơi này sẽ kết thúc theo một trong bốn trường hợp sau: 
- Một người chơi đạt 5 câu trả lời đúng trước tiên, người đó sẽ thắng ngay lập tức;
- Không ai đạt đủ 5 câu trả lời đúng sau 9 câu, khi đó người nhiều điểm hơn (ví dụ: 3 - 2, 4 - 3,...) sẽ thắng;
- Tỉ số hòa sau 9 câu hỏi chính, người trả lời đúng câu hỏi phụ (cũng là một dãy từ; không giới hạn thời gian và không tính điểm) trước sẽ thắng.

Sau cùng, người chiến thắng sẽ lọt vào vòng Soán ngôi, người còn lại sẽ bị loại.

### Vòng 4: Soán ngôi
Thí sinh bước vào vòng 4 sẽ trả lời 3 câu hỏi, với yêu cầu tìm các từ (đơn và phức) từ một số chữ cái cho trước (các chữ cái này xuất phát từ một từ ghép được chọn ngẫu nhiên, đôi khi cũng có thể được chọn không theo thứ tự). Người chơi được phép lặp lại các chữ hoặc thêm dấu thanh tùy ý, miễn là tạo được các từ có nghĩa và không được lặp lại các từ vừa đưa ra của những câu hỏi trước. Nội dung của các câu hỏi như sau: 
- Câu 1: Tìm 5 từ đơn từ các chữ cái cho sẵn.
- Câu 2: Tìm 5 từ đơn và 1 từ phức từ các chữ cái cho sẵn (thêm 1 chữ mới từ các chữ của câu trước) nhưng không được dùng các từ đơn đã tìm ở câu 1.
- Câu 3: Tìm 7 từ phức từ các chữ cái cho sẵn (thêm 1 chữ mới từ các chữ của câu trước) nhưng không được dùng từ phức đã trả lời ở câu 2 và không được dùng từ mà các chữ cái tạo nên theo đúng thứ tự theo yêu cầu của chương trình phải loại bỏ (chẳng hạn, nếu có các chữ cái p, h, o, n, g, b, a thì không được dùng từ "phong ba").[d]

Những câu hỏi ở vòng này đều được ban cố vấn đưa ra nhận định để chấm điểm. Cần có sự đồng ý của cả 2 thành viên ban cố vấn để một đáp án được chấp nhận. Trong một số trường hợp, một đáp án có thể không được ban cố vấn chấp thuận nhưng vẫn được tính do phù hợp với từ ngữ tuơng ứng trong từ điển của chương trình.
Người chơi có 30 giây (60 giây ở câu 3) để suy nghĩ và trả lời mỗi câu hỏi; phải trả lời đúng câu hỏi trước đó để trả lời câu hỏi sau. Trả lời sai ở bất kỳ câu hỏi nào sẽ khiến trò chơi kết thúc ngay lập tức. Nếu vượt qua câu hỏi số 3, người chơi sẽ trở thành "Vua tiếng Việt" của tuần và nhận tiền thưởng 40 triệu đồng. Người này sau đó sẽ đứng trước 2 sự lựa chọn: hoặc dừng cuộc chơi để ra về với 30 triệu đồng, hoặc đeo chiếc nhẫn xanh của chương trình và ngồi lên "ngai vua" để thách đấu những người chơi khác ở tuần tiếp theo và có cơ hội tăng số tiền thưởng.
Khi có người đang tại vị trên "ngai vua", cả người thách đấu và người tại vị sẽ thi đấu cùng lúc (người đang tại vị từ tập trước sẽ chỉ tham gia thi đấu ở vòng này trong tập tiếp theo, còn người thách đấu sẽ là thí sinh còn sót lại trong số 4 thí sinh mới của tập). Trong 30 giây (60 giây cho câu 3), cả hai phải tìm tất cả các từ (đơn và phức) có thể từ một số chữ cái cho trước (trong đó câu 2 phải có ít nhất 1 từ phức, câu 3 chỉ được sử dụng từ phức). 
Trong 2 câu hỏi đầu tiên, chương trình sẽ kiểm tra đáp án của từng thí sinh một, mỗi từ đơn đúng được tính 1 điểm, từ phức 2 âm tiết đúng tính 2 điểm, từ phức 3 âm tiết đúng tính 3 điểm. Thí sinh đạt số điểm cao hơn ở bất cứ câu hỏi nào sẽ trở thành người thắng cuộc. Nếu cả hai có số điểm bằng nhau, họ sẽ phải trả lời một câu hỏi mới với các kí tự của câu hỏi trước và một chữ mới sau nó (tương tự với luật chơi thông thường) cho đến khi xác định được người thắng cuộc.
Trường hợp cả người tại vị và người thách đấu hòa nhau sau câu hỏi thứ 2, câu hỏi thứ 3 sẽ được sử dụng để quyết định người chiến thắng. Không tính điểm cho mỗi từ phức tìm được, thay vào đó mỗi thí sinh sẽ đọc ra luân phiên một từ phức. Lượt đọc của từng người sẽ được đảo chiều: ở lượt đầu tiên người tại vị đi trước thì ở lượt tiếp theo người thách đấu sẽ đi trước và ngược lại. Việc này sẽ tiếp diễn cho đến khi một người đã hết từ để trả lời, khi đó người còn lại mặc định là người thắng cuộc.
- Nếu người tại vị thất bại, họ sẽ ra về với 25% số tiền hiện có và phải trả lại nhẫn cho chương trình. Người thách đấu sẽ ngay lập tức nhận được 40 triệu đồng và đứng trước 2 lựa chọn như trên.
- Nếu người thách đấu thất bại, người tại vị sẽ giành chiến thắng ngay lập tức và được tăng giải thưởng. Lúc này, người tại vị cũng sẽ đứng trước 2 lựa chọn như trên (ở tuần 4, người tại vị sẽ ra về với 320 triệu mà không cần quyết định).

## Các tập phát sóng
| #  | Ngày phát sóng    | Thí sinh                   | Thí sinh                   | Thí sinh               | Thí sinh            | Người tại vị       |
| #  | Ngày phát sóng    | Bị loại ở vòng 1           | Bị loại ở vòng 2           | Bị loại ở vòng 3       | Vòng cuối cùng      | Người tại vị       |
| -- | ----------------- | -------------------------- | -------------------------- | ---------------------- | ------------------- | ------------------ |
| 1  | 23 tháng 9, 2022  | Nguyễn Thị Gấm             | Nông Hương Lan             | Nguyễn Toàn Thắng      | Phạm Tường Lâm      | Không có           |
| 2  | 30 tháng 9, 2022  | Nguyễn Phước Quý Thành     | Lưu Thành Nam              | Đoàn Tấn Nguyên        | Phạm Thị Nhuần      | Không có           |
| 3  | 7 tháng 10, 2022  | Phạm Trần Sơn              | Võ Quang Bách              | Lưu Thị Thẩm           | Hồ Thế Anh          | Không có           |
| 4  | 14 tháng 10, 2022 | Nguyễn Y Nguyên            | Đỗ Anh Tuấn                | Lê Hoàng               | Trần Anh Dũng       | Không có           |
| 5  | 21 tháng 10, 2022 | Nguyễn Văn Khải            | Đặng Hữu Hoàn              | Đỗ Quý Dương           | Nguyễn Thu Phương   | Không có           |
| 6  | 28 tháng 10, 2022 | Nguyễn Thị Thu Sương       | Joshua Ryan (Trần Luân Vũ) | Nguyễn Thị Tuyết Minh  | Đinh Thị Thu Trang  | Không có           |
| 7  | 4 tháng 11, 2022  | Valentin Constantinescu    | Đỗ Thanh Huyền             | Dương Khánh Hòa        | Lê Thị Kim Chi      | Không có           |
| 8  | 11 tháng 11, 2022 | Trần Quốc Thắng            | Nguyễn Thị Kim Yến         | Nguyễn Tiến Dũng       | Trần Thanh Hương    | Không có           |
| 9  | 18 tháng 11, 2022 | Huỳnh Ngọc Lập             | Võ Thị Đan Thanh           | Nguyễn Trung Kiên      | Phạm Duy Tùng       | Không có           |
| 10 | 25 tháng 11, 2022 | Vũ Trần Nam Linh           | Phạm Hương Giang           | Nguyễn Mạnh Khải       | Phạm Thị Thu Thủy   | Không có           |
| 11 | 2 tháng 12, 2022  | Dương Thành Tiền           | Dương Minh Hoàng           | Nguyễn Thị Lệ Giang    | Ngô Thị Xuân Linh   | Không có           |
| 12 | 9 tháng 12, 2022  | Thái Gia Hưng              | Lâm Thị Quỳnh Dao          | Lê Quốc Việt           | Nguyễn Hà Hồng Hạnh | Không có           |
| 13 | 16 tháng 12, 2022 | Phạm Hoàng Ngoc Quỳnh      | Hà Phước Hưng              | Huỳnh Trúc Lâm Tùng    | Nguyễn Duy Chung    | Không có           |
| 14 | 23 tháng 12, 2022 | Lê Na                      | Bùi Bảo Cầm                | Trần Nguyễn Uyên Linh  | Trần Thế Trung      | Không có           |
| 15 | 30 tháng 12, 2022 | Đỗ Tuấn Phong              | Nguyễn Thị Thanh           | Nguyễn Minh Phương     | Phạm Duy Anh        | Không có           |
| 16 | 6 tháng 1, 2023   | Tô Minh Nhật               | Nguyễn Thùy Dung           | Vũ Lương Tùng          | Phạm Thị Thanh Thủy | Không có           |
| 17 | 13 tháng 1, 2023  | Noor Iravina (Cường)       | Lê Việt An                 | Nguyễn Thị Thanh Huyền | Phạm Hữu Quỳnh      | Không có           |
| 18 | 3 tháng 2, 2023   | Saleem Hammad              | Trần Lê Ngọc Thiệp         | Nguyễn Thị Minh Hằng   | Nguyễn Hồng Dân     | Không có           |
| 19 | 10 tháng 2, 2023  | Dương Hoàng Quỳnh Anh      | Trần Đức Hòa               | Trần Thị Ngát          | Nguyễn Quang Minh   | Nguyễn Quang Minh  |
| 20 | 17 tháng 2, 2023  | Vương Diệm                 | Nguyễn Thúy Hà             | Nguyễn Thùy Ngân       | Võ Nguyễn Việt Trí  | Nguyễn Quang Minh  |
| 21 | 24 tháng 2, 2023  | Nguyễn Hải Yến             | Bùi Minh Phượng            | Bùi Mạnh Tường         | Tống Anh Quân       | Nguyễn Quang Minh  |
| 22 | 3 tháng 3, 2023   | Phạm Thế Vũ                | Dương Thị Thanh Hiền       | Đặng Nam Hải Triều     | Vũ Thành Hưng       | Nguyễn Quang Minh  |
| 23 | 10 tháng 3, 2023  | Đào Quang Đạt              | Trần Quỳnh Trang           | Lê Thu Hiền            | Lê Ngọc Yên Bình    | Không có           |
| 24 | 17 tháng 3, 2023  | Lê Phan Minh Triết         | Vũ Công Thành              | Trần Thị Trà My        | Phan Thị Thảo Ngân  | Không có           |
| 25 | 24 tháng 3, 2023  | Elijah Levon Scharp (Tuấn) | Ondrek Slowik (Nam)        | Nguyễn Bình Yên        | Lê Thị Thuận        | Không có           |
| 26 | 31 tháng 3, 2023  | Bùi Thị Thanh Huyền        | Thành Đặng Nga             | Trần Khánh Ly          | Nguyễn Trung Hậu    | Không có           |
| 27 | 7 tháng 4, 2023   | Lưu Thị Nhung              | Lê Thị Thúy Hằng           | Trần Thu Hà            | Hà Việt Hoàng       | Không có           |
| 28 | 14 tháng 4, 2023  | Ứng Minh Phương            | Lê Xuân Thái               | Đỗ Văn Tăng            | Nguyễn Thanh Hương  | Nguyễn Thanh Hương |
| 29 | 21 tháng 4, 2023  | Hán Huy Bách               | Nguyễn Duy Khánh           | Phan Thị Hồng Nhung    | Hà Thị Minh Ngọc    | Nguyễn Thanh Hương |
| 30 | 28 tháng 4, 2023  | Đỗ Ngọc Sơn                | Nguyễn Kim Liên            | Hoàng Trung Hiếu       | Trịnh Thị Hân       | Nguyễn Thanh Hương |
| 31 | 5 tháng 5, 2023   | Vương Gia Hân              | Lê Quang Tuấn              | Bùi Quang Khải         | Nguyễn Thị Minh Thu | Nguyễn Thanh Hương |
| 32 | 12 tháng 5, 2023  | Phạm Văn Thuần             | Nguyễn Viên An             | Quản Lê Duy            | Bùi Trọng Kim Sang  | Không có           |

## Thống kê

### Người chiến thắng
Đã có 5 thí sinh giành chiến thắng (trả lời đúng cả ba câu hỏi của vòng 4) ở mùa này, trong đó có 2 người giành được chiến thắng tuyệt đối: 
1. Phạm Hữu Quỳnh, trong tập 17 phát sóng ngày 13 tháng 1 năm 2023, giành được 30.000.000 đồng.
2. Nguyễn Quang Minh, trong tập 22 phát sóng ngày 3 tháng 3 năm 2023, giành được 320.000.000 đồng (do chiến thắng 4 tuần liên tục).
3. Phan Thị Thảo Ngân, trong tập 24 phát sóng ngày 17 tháng 3 năm 2023, giành được 30.000.000 đồng.
4. Hà Việt Hoàng, trong tập 27 phát sóng ngày 7 tháng 4 năm 2023, giành được 30.000.000 đồng.
5. Nguyễn Thanh Hương, trong tập 31 phát sóng ngày 5 tháng 5 năm 2023, giành được 320.000.000 đồng (do chiến thắng 4 tuần liên tục).

### Thí sinh dưới 18 tuổi
| # | Tên thí sinh          | Tuổi | Tập | Kết quả |
| - | --------------------- | ---- | --- | ------- |
| 1 | Võ Quang Bách         | 17   | 3   | Vòng 2  |
| 2 | Đỗ Quý Dương          | 13   | 5   | Vòng 3  |
| 3 | Phạm Hương Giang      | 12   | 10  | Vòng 2  |
| 4 | Thái Gia Hưng         | 12   | 12  | Vòng 1  |
| 5 | Phạm Duy Anh          | 17   | 15  | Vòng 4  |
| 6 | Dương Hoàng Quỳnh Anh | 15   | 19  | Vòng 1  |
| 7 | Vũ Thành Hưng         | 17   | 22  | Vòng 4  |
| 8 | Vương Gia Hân         | 14   | 31  | Vòng 1  |

### Thí sinh là người nổi tiếng
| # | Tên thí sinh          | Nghề nghiệp            | Tập | Kết quả                           |
| - | --------------------- | ---------------------- | --- | --------------------------------- |
| 1 | Huỳnh Ngọc Lập        | Diễn viên              | 9   | Vòng 1                            |
| 2 | Trần Nguyễn Uyên Linh | Ca sĩ                  | 14  | Vòng 3                            |
| 3 | Trần Thế Trung        | Sinh viên              | 14  | Vòng 4                            |
| 4 | Nguyễn Quang Minh     | Ca sĩ                  | 19  | 320.000.000 đồng - VUA TIẾNG VIỆT |
| 5 | Đặng Nam Hải Triều    | Reviewer, nhà sáng tạo | 22  | Vòng 3                            |
| 6 | Hà Việt Hoàng         | Sinh viên              | 27  | 30.000.000 đồng                   |
| 7 | Hán Huy Bách          | Diễn viên              | 29  | Vòng 1                            |

1. ↑  Quán quân của Đường lên đỉnh Olympia năm thứ 19.
2. ↑  Cựu thí sinh Đường lên đỉnh Olympia năm thứ 17, Siêu trí tuệ Việt Nam, nhà thông thái tại Ai là triệu phú.

## Tranh cãi
- Trong tập 29, với yêu cầu viết lại cho đúng từ “ngiêng nghửa”, người chơi Duy Khánh đã đưa ra đáp án là “nghiên ngửa”. Mặc dù chữ “nghiêng” đã bị viết sai vì thiếu chữ g ở cuối, MC Xuân Bắc vẫn chấp nhận đáp án này của Khánh. Kết thúc phần thi, Duy Khánh có được 6 điểm, bằng với số điểm của Huy Bách. Chính Duy Khanh sau đó đã loại Huy Bách ở phần câu hỏi phụ để giành quyền đi tiếp.[2]